# Bernhard Jope

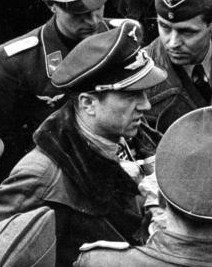
Bernhard Jope (Mitte), 1941

Bernhard Jope (* 10. Mai 1914 in Leipzig; † 31. Juli 1995 in Königstein im Taunus) war ein deutscher Luftwaffenoffizier und Kampfflieger im Zweiten Weltkrieg.

## Leben
Jope studierte an der Technischen Hochschule in Danzig, bevor er eine Fliegerausbildung beim Deutschen Luftsportverband begann.
Am 1. April 1934 trat er als Offiziersanwärter in die Marine ein und kam zur Ausbildung in die Marineschule in Flensburg-Mürwik. Im Jahre 1935 wechselte er zur neu entstandenen Luftwaffe und setzte seine Ausbildung zum Offizier an der  Luftkriegsschule in Berlin-Gatow fort. Am 1. April 1937 wurde er zum Leutnant befördert und gleichzeitig zur II. Gruppe des Kampfgeschwaders 253 (das spätere Kampfgeschwader 4) versetzt. Nachdem er am 1. Juni 1938 Oberleutnant wurde, kämpfte er ab Januar 1939 mit der Legion Condor im Spanischen Bürgerkrieg an der Seite der rechtsgerichteten Putschisten unter General Francisco Franco. Zum 1. Juli 1939 übernahm er das Amt eines Technischen Offiziers beim Kampfgeschwader 76, später beim Kampfgeschwader 28.
Im Juni 1940 wechselte er als Technischer Offizier zur I. Gruppe des Kampfgeschwaders 40. Ab 24. Oktober  flog er eine Focke-Wulf Fw 200 in der 2. Staffel. Am 26. Oktober 1940 gelang es ihm und seiner Besatzung, den großen Truppentransporter Empress of Britain mit Bomben so schwer zu beschädigen, dass er zwei Tage später durch U 32 versenkt werden konnte. Für diesen erfolgreichen Einsatz erhielt er am 30. Dezember 1940 das Ritterkreuz des Eisernen Kreuzes verliehen. Nachdem er am 1. Februar 1941 zum Hauptmann ernannt wurde, übernahm er als Staffelkapitän die Führung der 2. Staffel des Kampfgeschwaders 40. Am 30. November 1942 wechselte er zur Erprobungsstelle Rechlin, um an Tests der Heinkel He 177 teilzunehmen. Danach, ab 20. Januar 1943, erfolgte eine Tätigkeit im Reichsluftfahrtministerium, bevor er am 24. Mai 1943 zum Kampfgeschwader 100 kam. Dort übernahm er als Gruppenkommandeur erst die IV., ab Juli jedoch die III. Gruppe. Am 1. August erfolgte seine Beförderung zum Major, am 10. September wurde er Geschwaderkommodore des Kampfgeschwaders 100. Nach weiteren erfolgreichen Feindflügen wurde ihm am 24. März 1944 das Eichenlaub zum Ritterkreuz des Eisernen Kreuzes verliehen. Am 17. Oktober 1944 übernahm er als Geschwaderkommodore das Kampfgeschwader 30. Daran schloss sich ab 1. November 1944 eine Verwendung im Stab des IX. Fliegerkorps an. Nach seiner Beförderung zum Oberstleutnant am 1. Januar 1945 diente er von März 1945 bis zum Kriegsende im Stab der Luftflotte Reich.
Nach dem Krieg und anschließender Gefangenschaft war Jope bis zu seiner Pensionierung als Pilot für die Lufthansa tätig. Jope verschied am 31. Juli 1995 in Königstein im Taunus.

## Auszeichnungen
- Eisernes Kreuz (1939) II. und I. Klasse
- Ritterkreuz des Eisernen Kreuzes mit Eichenlaub[2]
  - Ritterkreuz am 30. Dezember 1940
  - Eichenlaub am 24. März 1944 (431. Verleihung)
- Deutsches Kreuz in Gold am 5. Februar 1942[2]
- Nennung im Wehrmachtbericht am 29. Oktober 1940
- Frontflugspange in Gold